# Zimbabwe Broadcasting Corporation
Zimbabwe Broadcasting Corporation (ZBC) ist der staatliche Rundfunk Simbabwes mit Sitz in Harare. 1963 als Rhodesian Broadcasting Corporation (RBC) gegründet, erhielt die Gesellschaft nach der Unabhängigkeit des Landes 1980 ihren heutigen Namen. Ihre Berichterstattung steht unter Regierungskontrolle.
Im Jahr 2000 kündigte Machthaber Robert Mugabe einen „Broadcast Services Act“ an, der das Monopol der ZBC für allen Rundfunk in Simbabwe lockern sollte. Die ZBC wurde mittlerweile der Betreibergesellschaft Zimbabwe Broadcasting Holdings (ZBH) untergeordnet. Das Media Institute for South Africa forderte 2016 in einer Petition, die ZBC solle regierungsunabhängig und frei berichten und sich unter die African Charter on Broadcasting stellen.

## Radio
ZBC betreibt vier landesweite Radioprogramme
- ZBC National FM, Nachrichten in Englisch,
- ZBC Radio Zimbabwe in den Sprachen Shona und Ndebele
- Power FM, Popmusik
- SFM (früher Sport FM), Sportberichterstattung

## Fernsehen
ZBC betreibt zwei Fernsehkanäle und produziert 105 Stunden wöchentliches Programm. TV One erreicht etwa die Hälfte der Bevölkerung, TV Two sendet für das Umland und die Hauptstadt Harare.